# Oepping
Oepping är en ort och kommun i Österrike. Den ligger i distriktet Rohrbach i förbundslandet Oberösterreich, 180 kilometer väster om huvudstaden Wien. 
Kommunen består av 22 orter (Ortschaften) (inom parentes invånarantal 1 januari 2024):

- Berlesreith (65)
- Dobretshofen (55)
- Gumpenberg (14)
- Gumpenmühle (5)
- Götzendorf (172)
- Haugsberg (50)
- Kanten (10)
- Kimmerting (170)
- Liebetsberg (29)
- Marbach (28)
- Oberfischbach (31)
- Obergahleiten (72)
- Obergrünau (33)
- Obermayrhof (30)
- Oberneudorf (39)
- Oepping (352)
- Peherstorf (22)
- Pitretsberg (41)
- Rumerstorf (42)
- Salaberg (90)
- Unterfischbach (58)
- Untergrünau (136)